# Ernst von Feuchtersleben
Ernst von Feuchtersleben (Vienna, 29 aprile 1806 – 3 settembre 1849) è stato uno scrittore austriaco.
Affermato scrittore e sottosegretario all'Istruzione (1848), coniò nel 1845 il termine "psicosi".
Fu amico dello Stifter, di Eduard von Bauernfeld e di Schubert.

## Opere
- Zur Diätetik der Seele, 1838. 40. Aufl. 1874
- Gedichte, 1836. 4. Ausg. 1846
- Die Gewißheit und Würde der Heilkunst, auch unter dem Titel: Aerzte und Publicum, 1839
- Lehrbuch der ärztlichen Seelenkunde, 1846
- Beiträge zur Litteratur, Kunst- und Lebenstheorie, 1841
- Sämmtlichen Werke (mit Ausschluss der rein medizinischen), hg. von Friedrich Hebbel